# Tarnogrodzka Ikona Matki Bożej
Tarnogrodzka Ikona Matki Bożej – XVI-wieczny wizerunek maryjny otaczany szczególną czcią w cerkwi Świętej Trójcy w Tarnogrodzie.

## Historia i opis
Ikona, zgodnie z napisem zamieszczonym na jej odwrocie, powstała w XVI stuleciu. Była przechowywana w cerkwi w Tarnogrodzie, a dzień jej wspomnienia przypadał w dniu Zstąpienia Ducha Świętego (Trójcy Świętej). W 1908 miejscowe bractwo prawosławne ufundowało srebrną ryzę (koszulkę) na ikonę. Obraz otoczony był szczególnym kultem.
Po wysiedleniu prawosławnych Ukraińców po II wojnie światowej ikona zaginęła; jej losy długo były nieznane. W 2008 ks. Andrzej Łoś, proboszcz parafii Przemienienia Pańskiego w Lublinie, przypadkowo odnalazł wizerunek na strychu soboru katedralnego w Lublinie. W momencie odnalezienia ikona była poważnie uszkodzona i wymagała natychmiastowej konserwacji. Ponownie przeniesiono ją do cerkwi w Tarnogrodzie 10 listopada 2012.